# ترفند (فیلم ۱۹۹۹)
ترفند  (به انگلیسی: Trick) یک فیلم کمدی رمانتیک با درونمایهٔ گی به کارگردانی جیم فال است که در سال ۱۹۹۹ منتشر شد.

## گزیدهٔ بازیگران
- کریستین کمبل
- توری اسپلینگ
- برد بیر
- لوری باگلی
- کوین چامبرلین
- میسی پایل